# گمینا بویادوا
گمینا بویادوا (به لهستانی:  Gmina Bojadła) یک گمینا در لهستان است که در شهرستان ژیلونا گورا واقع شده‌است.
 گمینا بویادوا ۱۰۲٫۵۵ کیلومتر مربع مساحت و ۳٬۳۸۷ نفر جمعیت دارد.